# Бланско (окръг)
Окръг Бланско (на чешки: Okres Blansko) се намира в Южноморавски край, Чехия. Площта му е 862,65 km2, а населението му – 108 126 души (2016). Административен център е град Бланско. Населените места в окръга са 116, от тях – 8 града и 9 места без право на самоуправление. Код по LAU 1 – CZ0641.

## География
Разположен е в северната част на края. Граничи с южноморавските окръзи Бърно-град на юг и Вишков на югоизток. На изток също така граничи с окръг Простейов на Оломоуцкия край. На север граничи с окръг Свитави на Пардубицкия край, а на запад – с окръг Ждяр над Сазавоу от Височинския край. Реките в окръга са Пунква и Свитава.

## Градове и население
| Град            | Население (2007) |
| --------------- | ---------------- |
| Бланско         | 21 129           |
| Босковице       | 11 426           |
| Летовице        | 6836             |
| Адамов          | 4712             |
| Велке Опатовице | 4017             |
| Раец Естршеби   | 3676             |
| Кунщат          | 2687             |
| Олешнице        | 1732             |

| Общо            | Жени             | Мъже             |
| --------------- | ---------------- | ---------------- |
| 106 696 (100 %) | 54 171 (50,77 %) | 52 525 (49,23 %) |

Средната гъстота е 123,68 души на km², а 52,69% от населението живее в градовете.

## Образование
По данни от 2003 г.:
| Вид училище                         | Брой училища |
| ----------------------------------- | ------------ |
| Детски градини                      | 71           |
| Начални училища                     | 56           |
| Гимназии                            | 4            |
| Средни училища и промишлени училища | 10           |
| Средни професионални училища        | 8            |
| Висши професионални училища         | 1            |

## Здравеопазване
По данни от 2003 г.:
| Лекари                                      | 318 |
| Болници                                     | 2   |
| Специализирани заведения за лечение и отдих | 4   |
| Зъболекари                                  | 48  |
| Аптеки                                      | 18  |

## Транспорт
Главният път на окръга е първокласният път I/43, който се свързва с I/19. Пътища от клас II в окръга са II/150, II/362, II/365, II/368, II/372, II/373, II/374, II/376, II/377, II/378 и II/379.